# Franz Kohn
Franz Kohn (* 15 de Dezembro] 1857 em Geestemünde; † 24 de Março. 1909 em Geestemünde) foi um comerciante alemão empresário, grossista de madeira, senador de Geestemünde, e patrono.

## Biografia

### família

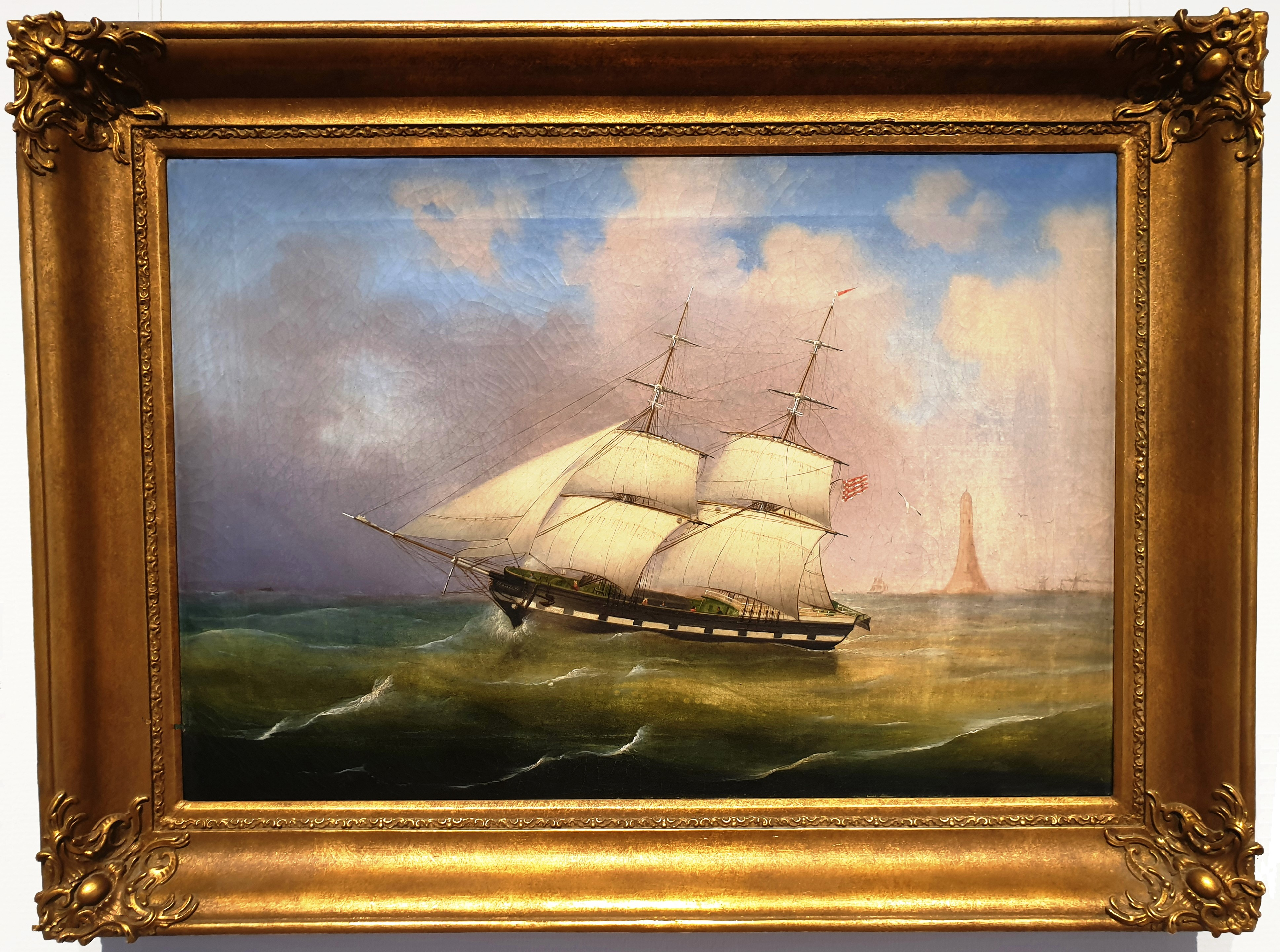
Brigg "Johann", "retrato do capitão", para Franz Johann Syabbe Kohn (1828-1879), pai de Franz Kohn, pintado por Carl Justus Harmen Fedeler (1799-1858)

Franz Kohn, filho do capitão, armador e comerciante de madeira Franz Johann Syabbe Kohn (* 16 de Maio de 1828 em Klippkanne, Brake (Baixa Saxônia); † 13 de Agosto de 1879 em Geestemünde) e a sua esposa Maria Rebecca, de solteira Riedemann (1827-1870), era grossista e empresária de madeira e possuía uma das maiores lojas de importação de madeira do norte da Alemanha. Foi casado com Johanna Margarethe, née Gehrels (1862-1925). O casal Kohn teve dois filhos, Gerhard e Hans Kohn.

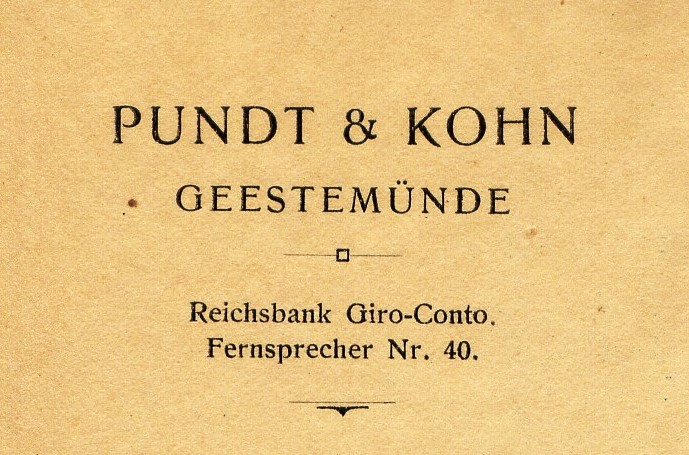
Cabeçalho da empresa Pundt & Kohn

### obra (de vida)
Os antepassados eram capitães e proprietários de navios de emigrantes que no século XIX transportaram emigrantes de Brake (Baixa Saxônia) e Bremerhaven para a América e negociaram no regresso através das Caraíbas. Com o advento da navegação a vapor em meados da década de 1850, o negócio tornou-se menos rentável. O pai de Franz Kohn mudou-se e em 1863 comprou um negócio de importação de madeira Pundt & Kohn (P&K). Favorecido pela construção de novas instalações portuárias no Geeste, bem como pelo rápido crescimento da procura de madeira de minas, dormentes e madeira de construção para casas e fábricas como parte do crescimento populacional e da revolução industrial do século XIX, o comércio floresceu. Como a oferta local de madeira já não podia satisfazer a elevada procura, a madeira era importada, principalmente de Escandinávia, Rússia e em parte também de América, de onde eram compradas principalmente madeiras preciosas. Considerando o peso das mercadorias transportadas, a rota do rio foi de longe a mais económica até ao século XIX. Não é portanto por acaso que as empresas importadoras de madeira se concentraram precisamente nas zonas mais baixas de rios como o Weser, de onde a madeira importada e processada foi distribuída por barcos, e depois, cada vez mais, por caminho de ferro para  centros de industrialização. 
Este foi também o caso da empresa P&K, cujos primeiros depósitos de madeira estavam localizados em 'Deichstraße' (mais tarde chamada 'Bussestraße'), directamente na barragem de [[Geestemünde|Geeste, pouco antes da foz do Geeste para Weser.. Após apenas cinco anos de colaboração, o co-proprietário Diedrich Pundt deixou a empresa em 1868 devido a doença. A partir daí, Franz Johann Syabbe Kohn dirigiu sozinho o bem sucedido negócio de importação de madeira, em conjunto com a sua companhia de navegação com os seus próprios navios ou acções em navios (Guayana e os veleiros Marianne, Auguste e Salia), até à sua morte a 13 de Agosto de 1879. O seu filho Franz Kohn assumiu então o negócio da família.
Franz Kohn encontrava-se entre os quatro senadores de Geestemünde no final do século XIX. Foi também considerado um dos precursores da construção de habitações sociais na região. 
No início da década de 1890, pediu autorização para oito dos seus trabalhadores construírem um bairro residencial perto da sua empresa em Geestrücken, em Hülsen, na periferia de Geestemünde, onde não havia esgotos ou electricidade. Em 1893, obteve uma licença de construção. Kohn transferiu a propriedade da "Arbeitercolonie im Hülsen", após a sua conclusão para a "Gemeinnütziger Kreisbauverein Geestemünde GmbH" (Associação de Agricultores do Distrito Caritativo). A empresa entregou as casas aos habitantes para serem alugadas para compra. A maior parte dos trabalhadores da Frísia Oriental, Vestefália e do estado vizinho de Land Wursten estabeleceram-se ali. A extensão do parque habitacional dos trabalhadores foi em grande parte concluída em 1905. Cerca de 90 grandes famílias, ou 500 pessoas, já lá viviam. A solidariedade social dos habitantes manifestou-se, entre outras coisas, na vida comunitária, por exemplo a criação de um coro de tambores e pífaros.

## Literatura
- Bickelmann, Hartmut (ed.) (2003): Bremerhavener Persönlichkeiten aus vier Jahrhunderten (personalidades de Bremerhaven de quatro séculos). Um dicionário biográfico. Segunda edição, ampliada e corrigida. Bremerhaven: 2003: 172-174.

- Bickelmann, Hartmut (1996): Von Geestendorf nach Geestemünde - Räumlicher, gewerblicher und sozialer Strukturwandel im Umkreis des de:Holzhafen Geestemündes. In: Männer vom Morgenstern, anuário n.º 75. Bremerhaven: 1996: 149-235.

- Hirschfeld, Paul (1891): "Hannovers Grossindustrie und Grosshandel". Ed.: Deutsche Export-Bank, Berlin / Duncker u. Humblot, Leipzig, XVI, 1891, 412 p.

- Kobus, Klaus (1994): Grünhöfe - Spuren der vergangener Zeiten. Ed.: Oficina de História 'Grünhöfe', Bremerhaven

- Marchet, Julius (1908): "Der Holzhandel Norddeutschlands". Verlag F. Deuticke, Leipzig, Viena, 1908.

- Zimmermann, Richard (1894): Deutschlands Holzbedarf. Zeitschrift für die gesamte Staatswissenschaft / Journal of Institutional and Theoretical Economics. Vol. 50, H. 4, 1894, pp. 573-582.

## Références individuelles
<referências />

## Liens Web
- Um empresário de Geestemünde, exposição en ligne 8/20, Zeitreisen an der Küste, Historisches Museum, Bremerhaven.
- Senador Franz Kohn, exposição en ligne 7/20, Zeitreisen an der Küste, Historisches Museum, Bremerhaven
- De comerciante de madeira a dono de fábrica, exposição en ligne 6/20, Zeitreisen an der Küste, Historisches Museum, Bremerhaven
- A villa na Borriesstraße, exposição en ligne 5/20, Voyages dans le temps sur la côte, Musée historique, Bremerhaven
- visão de Geestemünde por volta de 1891', exposição en ligne 4/20, Voyages in time on the coast, Historisches Museum, Bremerhaven
- Rebecca Kohn - a mulher por detrás do Capitão Kohn, exposição en ligne 3/20, Zeitreisen an der Küste, Historisches Museum, Bremerhaven
- Transbordement de bois sur la rive de la Geeste en 1860, Exposition en ligne 2/20, Voyages dans le temps sur la côte, Musée historique, Bremerhaven.
- Tombe familiale de la famille Kohn à Bremerhaven-Lehe II. Fonte da imagem: Männer vom Morgenstern, 2011.

entreprises

## Références
1. ↑  Um Empreendedor Geestemünde, exposição online 8/20, viagens no tempo na costa, Museu Histórico, Bremerhaven
2. ↑  'Vom Holzhändler zum Fabrikanten', exposição online 6/20, Zeitreisen an der Küste, Historisches Museum, Bremerhaven
3. ↑  'Rebecca Kohn - a mulher por detrás do Capitão Kohn', exposição online 3/20, Time Travels on the Coast, Historisches Museum, Bremerhaven
4. ↑  Wilhelm Treue: "Zur Geschichte des deutschen Holzhandels. Ein Viertel Jahrhundert". Journal of Business History, vol. 25, 1980, número 1. pp. 12-27
5. ↑  Christian Lotz: Entgrenzungen des Holzhandels und Erinnerungen. 2013, online: http://www.umweltunderinnerung. de
6. ↑  de/ausstellung-online 'Blick auf Geestemünde um 1891', exposição online 4/20, Zeitreisen an der Küste, Historisches Museum, Bremerhaven
7. ↑  'Holzumschlag am Geesteufer 1860', exposição online 2/20, Zeitreisen an der Küste, Historisches Museum, Bremerhaven
8. ↑  'Senador Franz Kohn', exposição online 7/20, Zeitreisen an der Küste, Historisches Museum, Bremerhaven
9. ↑  Klaus Kobus:'Grünhöfe' - Spuren vergangener Zeiten. Trabalho colectivo=Atelier de História 'Grünhöfe', Geestemünde, 1994